# Victor Nyirenda
Victor Nyirenda (ur. 23 sierpnia 1988 w Blantyre) – malawijski piłkarz grający na pozycji napastnika.

## Kariera klubowa
Karierę piłkarską Nyirenda rozpoczął w klubie ESCOM United FC. W 2005 roku zadebiutował w jego barwach w pierwszej lidze Malawi. W 2007 roku odszedł do MTL Wanderers Blantyre. W 2006 roku został z nim mistrzem kraju. W latach 2010–2012 grał w rwandyjskim APR FC, z którym trzykrotnie został mistrzem Rwandy w 2010, 2011 i 2012 oraz zdobył Puchar Rwandy w tych samych latach. W 2013 grał w wietnamskim Đồng Nai FC, a w 2012 wrócił do APR, z którym w sezonie 2013/2014 sięgnał po dublet - mistrzostwo i Puchar Rwandy. W 2014 był zawodnikiem klubu Karonda United FC, a w 2015 występował w Mighty Wanderers FC, z którym zdobył Puchar Malawi. W latach 2016–2017 był piłkarzem Blue Eagles FC, a w latach 2018-2019 - Mighty Tigers FC, w którym zakończył karierę.

## Kariera reprezentacyjna
W reprezentacji Malawi Nyirenda zadebiutował 20 lipca 2008 roku w wygranym 1:0 meczu Pucharu COSAFA 2008 z Lesotho, rozegranym w Secundzie. W 2010 roku w Pucharze Narodów Afryki 2010 zagrał w jednym meczu, z Angolą (0:2). Od 2008 do 2010 wystąpił w kadrze narodowej 15 razy i strzelił 4 gole.